# Olesin (Krasnystaw)
Pour les articles homonymes, voir Olesin.
Olesin (prononciation : [ɔˈlɛɕin]) - (en Ukrainien: Олесин, Olesyn) est un village polonais de la gmina de Gorzków dans le powiat de Krasnystaw de la voïvodie de Lublin dans l'est de la Pologne.
Il se situe à environ 7 kilomètres au nord-est de Gorzków (siège de la gmina), 10 kilomètres à l'ouest de Krasnystaw (siège du powiat) et 44 kilomètres au sud-est de Lublin (capitale de la voïvodie).

## Histoire
De 1975 à 1998, le village est attaché administrativement à la Voïvodie de Zamość.

Depuis 1999, il fait partie de la nouvelle voïvodie de Lublin.